# Marshallora bubistae
Marshallora bubistae is een slakkensoort uit de familie van de Triphoridae. De wetenschappelijke naam van de soort is voor het eerst geldig gepubliceerd in 1988 door Fernandes & Rolán.